# Разведен
„Разведен“ (на английски: Gary Unmarried) е американски ситком, по идея на Ед Йеагер, който се излъчва по CBS на 24 септември 2008 г. до 17 март 2010 г. Серията се фокусира върху разведена двойка (Джей Мор и Паула Маршъл) като споделят попечителството на децата си, докато започват нови отношения.
Шоуто бе продуцирано от ABC Studios и CBS Television Studios, а Йеагер и Рик Шварцлангър бяха изпълнителни продуценти за първия сезон. Серията е позната като „Проект Гари“ (Project Gary) по време на записи преди премиерата по телевизията.

## „Разведен“ В България
В България сериалът започна излъчване през 2010 г. по FOX Life, всеки понеделник от 21:55 ч. Дублажът е на студио Доли. Ролите се озвучават от Лиза Шопова, Силвия Русинова, Татяна Захова, Владимир Пенев и Васил Бинев.